# Albatros galapagoski
Albatros galapagoski (Phoebastria irrorata) – gatunek dużego ptaka morskiego z rodziny albatrosów (Diomedeidae). Częściej uderza skrzydłami i rzadziej krąży niż inne albatrosy. Monotypowy. Krytycznie zagrożony wyginięciem.
WyglądDziób jednolicie żółty, nogi niebieskawe. Głowa i szyja białe, z płowym nalotem na ciemieniu i tyle szyi. Wierzch ciała kasztanowatobrązowy, z delikatnymi jaśniejszymi prążkami, szczególnie dobrze widocznymi na kuprze i pokrywach nadogonowych. Wierzch skrzydeł i ogona brązowy. Spód ciała podobnie ubarwiony, jedynie biel szyi rozciąga się na górną część piersi. Spód skrzydeł jasny, z brązowym obrzeżeniem.
RozmiaryDługość ciała do 89 cm.
WiekDo 50 lat, gdy mają ok. 6 miesięcy, wzbijają się w górę, dojrzałość do rozmnażania po 5–6 latach. Łączą się w pary na całe życie.
Zasięg, środowiskoAmeryka Południowa. Tereny lęgowe ograniczone do dwóch wysp: Española w archipelagu Galapagos i Isla de la Plata u wybrzeży Ekwadoru. Poza sezonem lęgowym na wybrzeżach Peru i Ekwadoru, gdzie ptaki nielęgowe przebywają cały rok. Jedyny wyłącznie tropikalny albatros.
PożywienieŻywi się kałamarnicami, rybami i skorupiakami, ale także resztkami pożywienia postawionymi przez inne gatunki zwierząt.
StatusMiędzynarodowa Unia Ochrony Przyrody (IUCN) od 2007 roku uznaje albatrosa galapagoskiego za gatunek krytycznie zagrożony (CR – Critically Endangered). Wcześniej, od 2000 roku miał on status gatunku narażonego (VU – Vulnerable). Liczebność populacji na wyspie Española w 2001 roku szacowano na 34 694 dorosłych osobników; trend liczebności uznaje się za malejący. Populacja z wyspy Isla de la Plata liczy tylko kilka–kilkanaście par lęgowych. Główne zagrożenia dla gatunku to zmiany klimatu, zjawisko pogodowe El Niño oraz zaplątywanie się w sieci rybackie i takle (długie sznury z haczykami).